# فاوك (أركنساس)
فوك (أركنساس) (بالإنجليزية: Fouke, Arkansas)‏ هي بلدة أمريكية تقع في الولايات المتحدة في مقاطعة ميلير، أركنسو. يقدر عدد سكانها بـ 859 نسمة ومساحتها 2.7 كم2 وترتفع عن سطح البحر 95 متر.

## التركيبة السكانية
حدّد مكتب تعداد الولايات المتحدة بيانات التركيبة السكانية لفاوك في تعداد الولايات المتحدة. في ما يلي، التركيبة السكانية حسب تعدادي 2000 و2010.

### تعداد عام 2000
بلغ عدد سكان فاوك 814 نسمة بحسب تعداد عام 2000، وبلغ عدد الأسر 291 أسرة وعدد العائلات 221 عائلة مقيمة في المدينة. في حين سجلت الكثافة السكانية 231.9 نسمة لكل كيلومتر مربع (600.6/ميل2). وبلغ عدد الوحدات السكنية 336 وحدة بمتوسط كثافة قدره 95.7 لكل كيلومتر مربع (247.9/ميل2).
وتوزع التركيب العرقي للمدينة بنسبة 95.45% من البيض و0.25% من الأمريكيين الأفارقة و2.46% من الأمريكيين الأصليين و0.61% من الأعراق الأخرى و1.23% من عرقين مختلطين أو أكثر و1.72% من الهسبانيون أو اللاتينيون من أي عرق.
بلغ عدد الأسر 291 أسرة كانت نسبة 50.2% منها لديها أطفال تحت سن الثامنة عشر تعيش معهم، وبلغت نسبة الأزواج القاطنين مع بعضهم البعض 57.7% من أصل المجموع الكلي للأسر، ونسبة 13.4% من الأسر كان لديها معيلات من الإناث دون وجود شريك،  بينما كانت نسبة 4.8% من الأسر لديها معيلون من الذكور دون وجود شريكة وكانت نسبة 24.1% من غير العائلات. تألفت نسبة 21.3% من أصل جميع الأسر من عدة أفراد يعيشون في نفس المنزل ونسبة 10.3% كانت تتألف من شخص يعيش بمفرده يبلغ من العمر 65 عاماً أو أكثر. وبلغ متوسط حجم الأسرة المعيشية 2.80، أما متوسط حجم العائلات فبلغ 3.26.
بلغ العمر الوسطي للسكان 27.0 عاماً. وكانت نسبة 33.8% من القاطنين تحت سن الثامنة عشر، وكانت نسبة 11.8% بين الثامنة عشر والرابعة والعشرين عاماً، ونسبة 28.5% كانت واقعةً في الفئة العمرية ما بين الخامسة والعشرين والرابعة والأربعين عاماً، ونسبة 16.7% كانت ما بين الخامسة والأربعين والرابعة والستين، ونسبة 9.2% كانت ضمن فئة الخامسة والستين عاماً فما فوق. يوجد لكل 100 أنثى 95.2 ذكر، ويوجد لكل 100 أنثى في الثامنة عشر من عمرها فما فوق 91.8 ذكر.
بلغ متوسط دخل الأسرة في المدينة 25,192 دولارًا، أما متوسط دخل العائلة فبلغ 35,089 دولارًا. وكان متوسط دخل الذكور 26,938 دولارًا مقابل 20,375 دولارًا للإناث. وسجل دخل الفرد الخاص بالمدينة 11,075 دولارًا. وكانت نسبة 18% من العائلات ونسبة 17.5% من السكان تحت خط الفقر، وكان من هؤلاء نسبة 17.3% تحت سن الثامنة عشر ونسبة 26.7% في الخامسة والستين من العمر وما فوق.

### تعداد عام 2010
بلغ عدد سكان فاوك 859 نسمة بحسب تعداد عام 2010، وبلغ عدد الأسر 311 أسرة وعدد العائلات 231 عائلة مقيمة في المدينة. في حين سجلت الكثافة السكانية 244.7 نسمة لكل كيلومتر مربع (633.8/ميل2). وبلغ عدد الوحدات السكنية 356 وحدة بمتوسط كثافة قدره 101.4 لكل كيلومتر مربع (262.6/ميل2).
وتوزع التركيب العرقي للمدينة بنسبة 96.51% من البيض و0.12% من الأمريكيين الأفارقة و1.75% من الأمريكيين الأصليين و0.47% من الأعراق الأخرى و1.16% من عرقين مختلطين أو أكثر و1.63% من الهسبانيون أو اللاتينيون من أي عرق.
بلغ عدد الأسر 311 أسرة كانت نسبة 45.7% منها لديها أطفال تحت سن الثامنة عشر تعيش معهم، وبلغت نسبة الأزواج القاطنين مع بعضهم البعض 48.9% من أصل المجموع الكلي للأسر، ونسبة 15.4% من الأسر كان لديها معيلات من الإناث دون وجود شريك،  بينما كانت نسبة 10% من الأسر لديها معيلون من الذكور دون وجود شريكة وكانت نسبة 25.7% من غير العائلات. تألفت نسبة 21.5% من أصل جميع الأسر من عدة أفراد يعيشون في نفس المنزل ونسبة 9.6% كانت تتألف من شخص يعيش بمفرده يبلغ من العمر 65 عاماً أو أكثر. وبلغ متوسط حجم الأسرة المعيشية 2.76، أما متوسط حجم العائلات فبلغ 3.19.
بلغ العمر الوسطي للسكان 31.3 عاماً. وكانت نسبة 32.7% من القاطنين تحت سن الثامنة عشر، وكانت نسبة 8.8% بين الثامنة عشر والرابعة والعشرين عاماً، ونسبة 27.2% كانت واقعةً في الفئة العمرية ما بين الخامسة والعشرين والرابعة والأربعين عاماً، ونسبة 21.1% كانت ما بين الخامسة والأربعين والرابعة والستين، ونسبة 10.1% كانت ضمن فئة الخامسة والستين عاماً فما فوق. وتوزع التركيب الجنسي للسكان بنسبة 50.9% ذكور و49.1% إناث.

## معرض صور

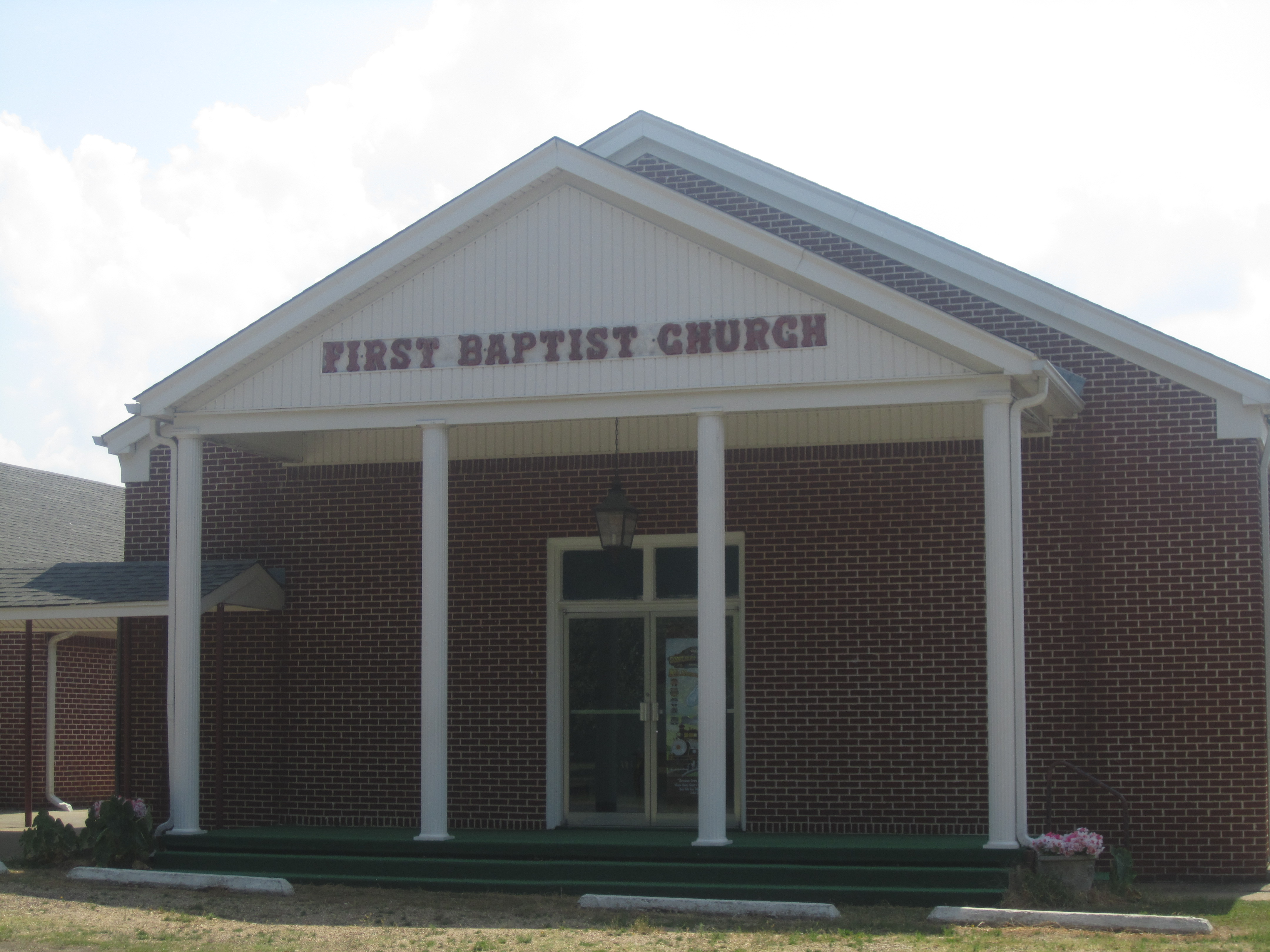
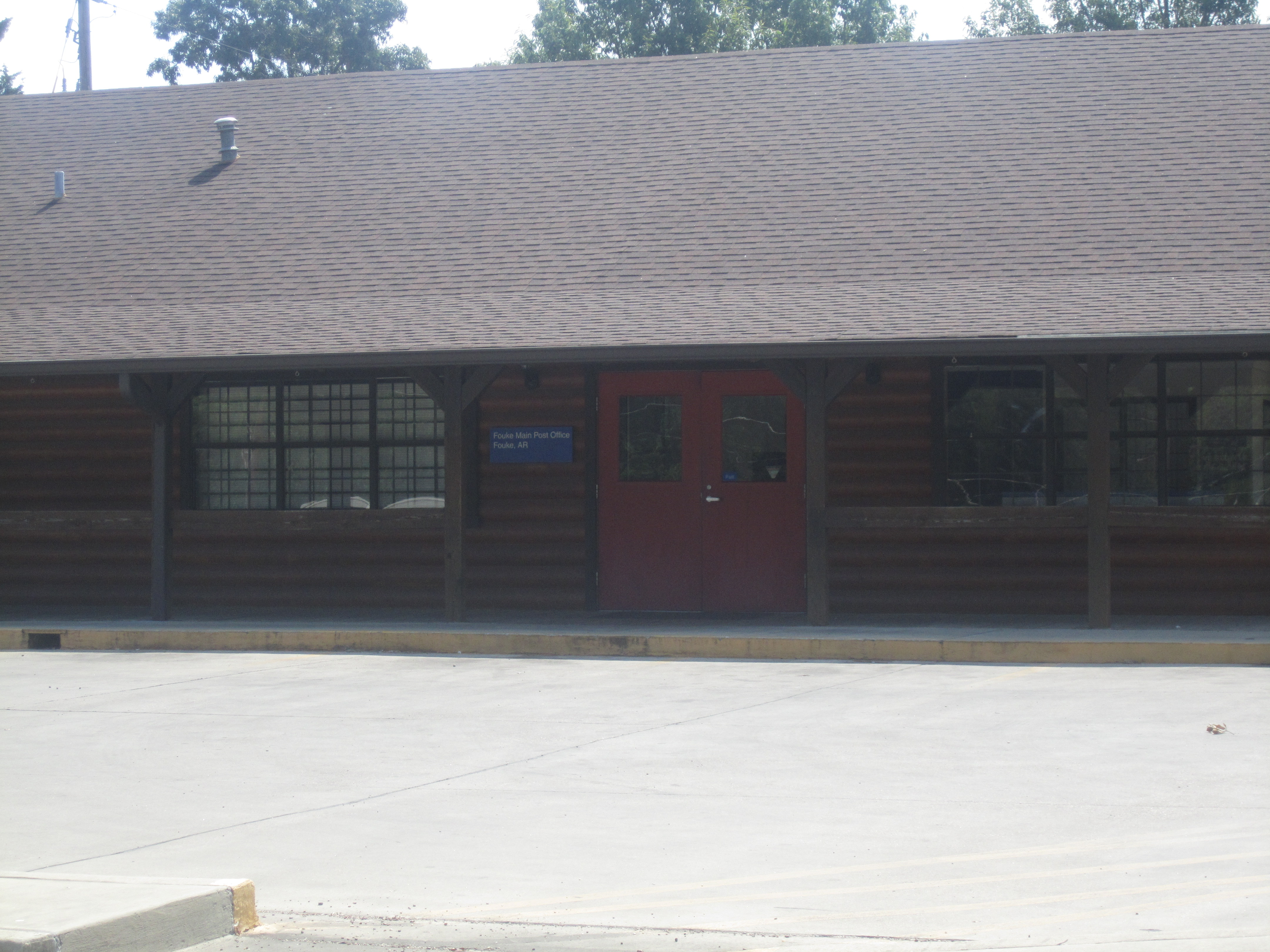
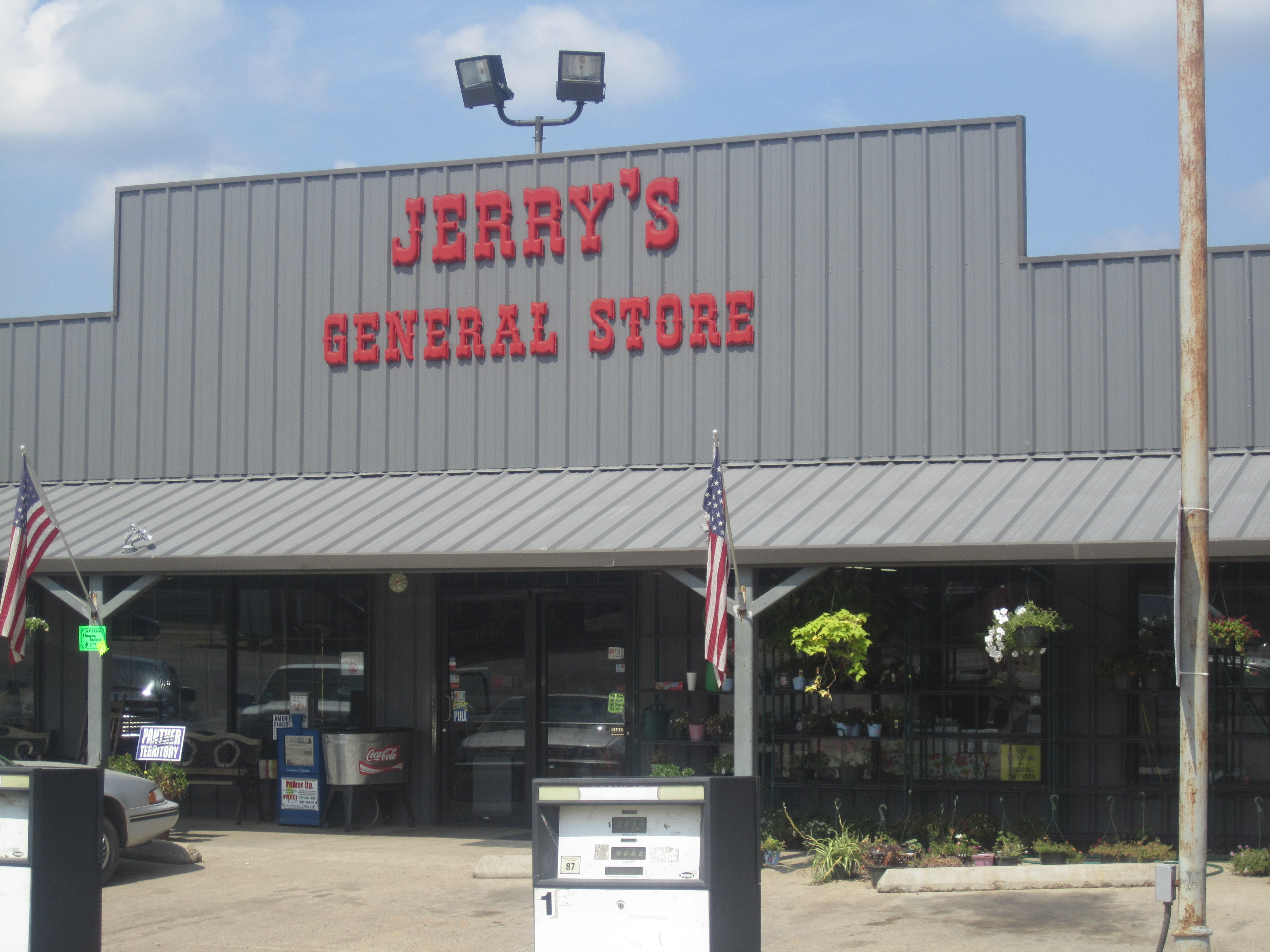
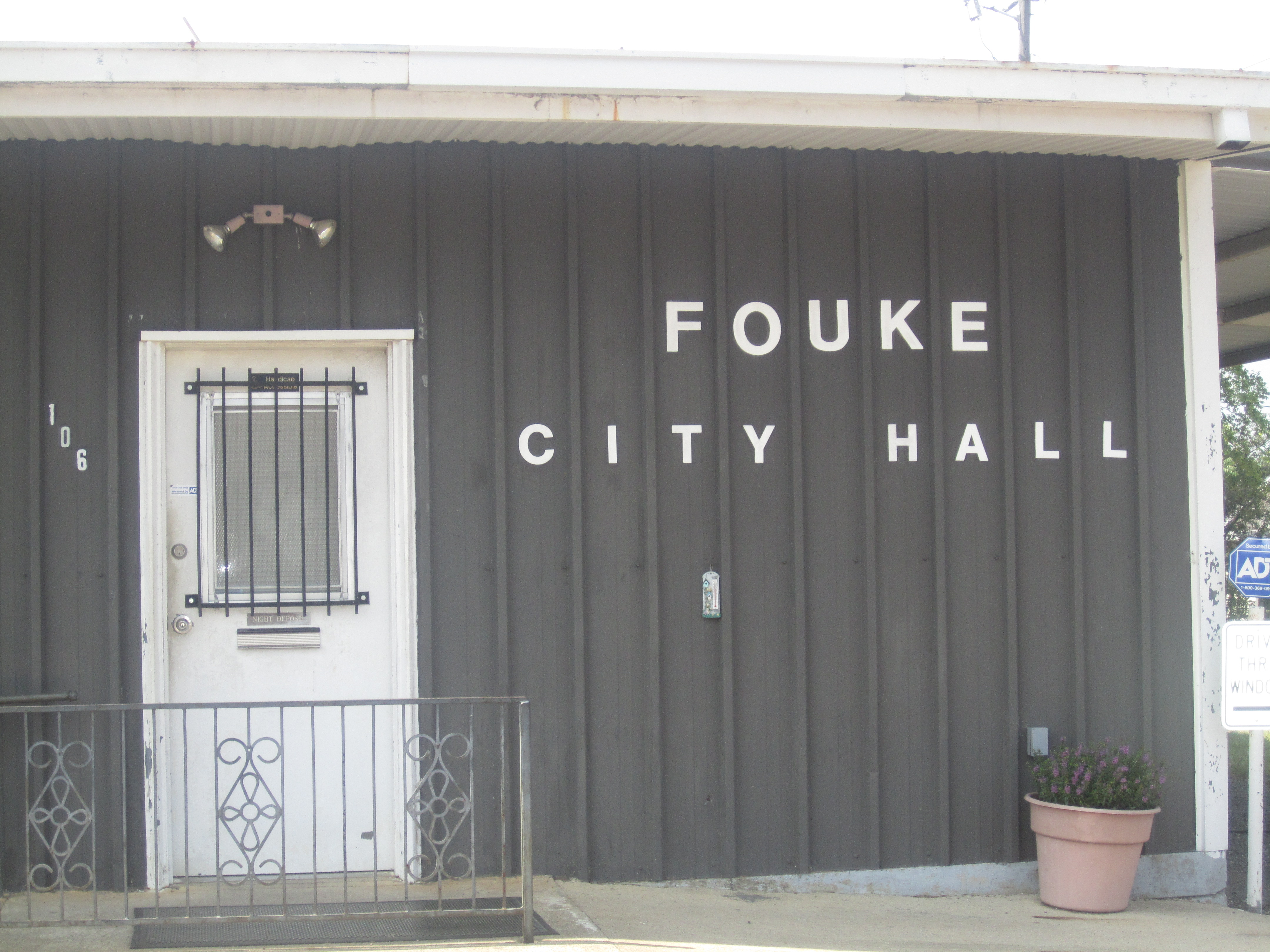